# Бронзовокрылки
Бронзовокрылки (лат. Thymelicus) — род бабочек из семейства толстоголовок.

## Описание
Бабочки не крупные. Усики с веретеновидной булавой. Окраска верхней стороны крыльев с преобладанием жёлтого, рыжего или охристого тонов, без пятен. У самцов за центральной ячейкой располагается тонкий тёмный андрокониальный штрих.

## Систематика
Палеарктический род.
- Thymelicus acteon (Rottemburg, 1775)
- Thymelicus alaica (Filipjev, 1931)
- ?Thymelicus christi (Rebel, 1894) — видовой статус спорный
- Thymelicus flavus
- Thymelicus hamza (Oberthür, 1876)
- Thymelicus hyrax (Lederer, 1861)
- Thymelicus leonina (Butler, 1878)
- Thymelicus lineola (Ochsenheimer, 1808)
- Thymelicus nervulata
- Thymelicus novus (Reverdin, 1916)
- Thymelicus stigma Staudinger, 1886
- Thymelicus sylvatica (Bremer, 1861)
- Thymelicus sylvestris (Poda, 1761)